# Heesen Yachts
Heesen Yachts - нідерландська суднобудівна компанія, що спеціалізується на будівництві суперяхт за індивідуальними проектами. З моменту заснування в 1978 році на судноверфі збудовано понад 170 яхт, багато з яких удостоєні різних нагород. Heesen Yachts вважається одним зі світових лідерів у дизайні, інженерних розробках та будівництві алюмінієвих яхт  .

## Історія
Heesen Yachts заснована в 1978 Франсом Хеесеном,  підприємцем, який купив виробниче приміщення голландської судноверфі Striker Boats з наміром створити на її базі інше підприємство. У той час Франс Хеєсен був добре відомий своєю роботою в промисловості з виробництва пластмас, але при цьому вирішив не змінювати профіль придбаної ним верфі і зберегти її виробничу діяльність  . Через рік після придбання верф спустила на воду 20-метрову яхту Amigo, першу яхту класу люкс під ім'ям засновника компанії — Heesen  .

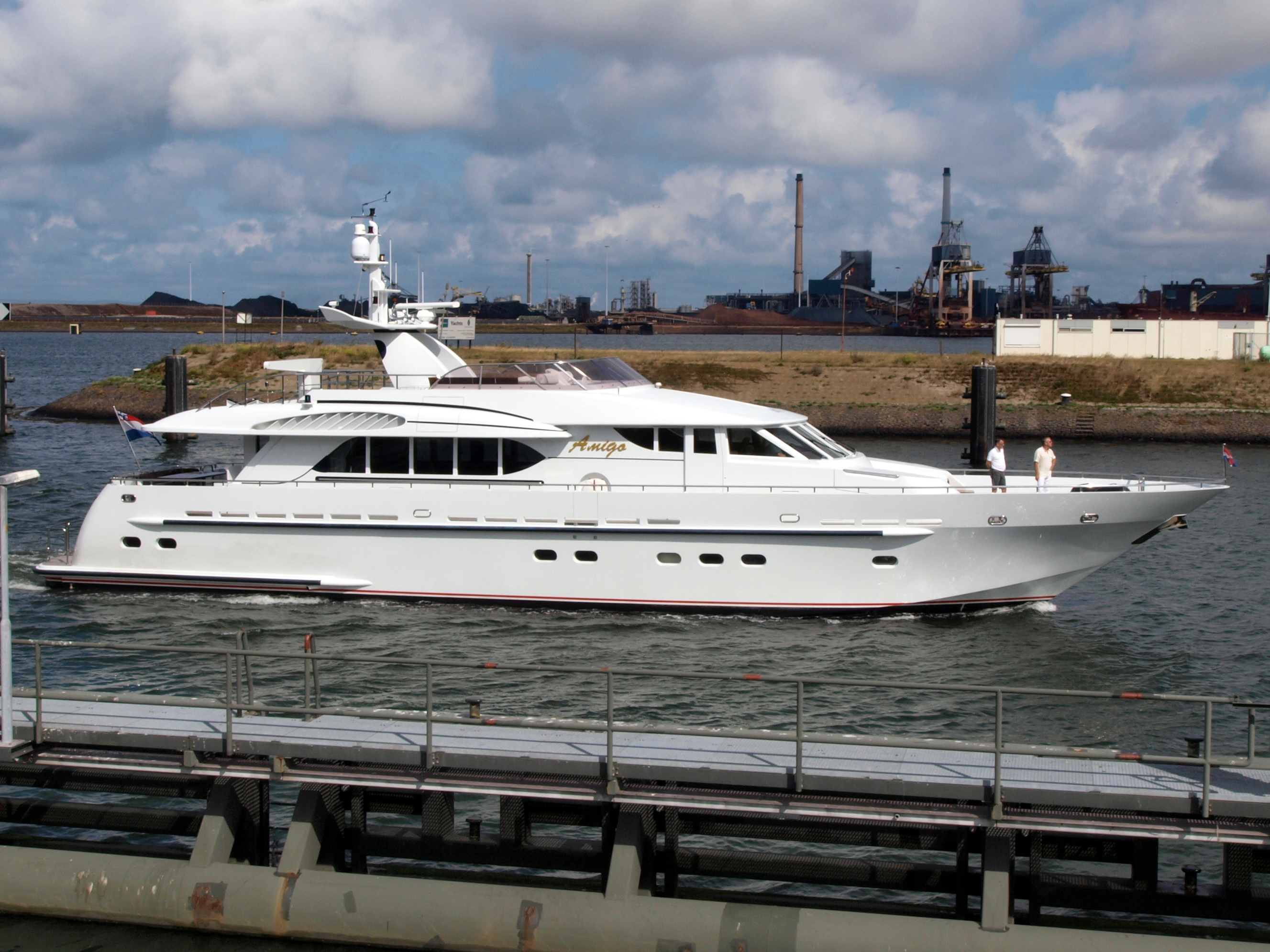
Яхта Amigo, 2009 рік

1988 рік став роком прориву для Heesen Yachts. Тоді американський підприємець Джон Сталуппі розмістив замовлення на будівництво яхти, яка могла б розвивати швидкість понад 50 вузлів   . На це замовлення на верфі Heesen була побудована яхта Octopussy, пізніше перейменована в Octopussy 007. У той час ця побудована за індивідуальним проектом яхта офіційно була найшвидшою, демонструючи максимальну швидкість 53,17 вузла  . Через роки зусиллями іншої компанії яхта була переобладнана, стала довшою, додала у вазі, після чого перестала бути однією з найшвидших у світі. До 1990 верф Heesen випустила більше 25 яхт довжиною понад 27 метрів, створивши собі репутацію одного зі світових лідерів у будівництві яхт за індивідуальними проектами  . Яхта Mirage, що називалася раніше El Corsario, сестра Octopussy, була спущена на воду на верфі Heesen у 1991 році. Цей човен, що приводиться в рух триструминним водометним двигуном, був визнаний виданням Boat International ( Boat International Media )  16-м серед найшвидших у світі при його крейсерській швидкості в 45 вузлів і максимальною до 48 вузлів.
У 1992 році компанія розширила свою діяльність: на верфі стали будувати традиційні водотоннажні сталеві яхти з великим запасом ходу. Тоді спільно з верф'ю Oceanco на воду була спущена 50-метрова моторна суперяхта Achiever  . У 1996 році Heesen, вже відома своїми яхтами Striker, що раніше випускалися для спортивної риболовлі, вийшла на ринок великих яхт цього призначення з 37-метровою яхтою Obsession, яка могла розвивати швидкість в 33 вузла  . На той час вона була найбільшою у світі яхтою для спортивної риболовлі  . У 2003 році Heesen розширила виробництво, і тоді ж було розпочато будівництво яхт серій 3700 та 4400  . Для розширення технічної бази звели новий виробничий цех, що дозволило будувати вісім яхт щорічно  .

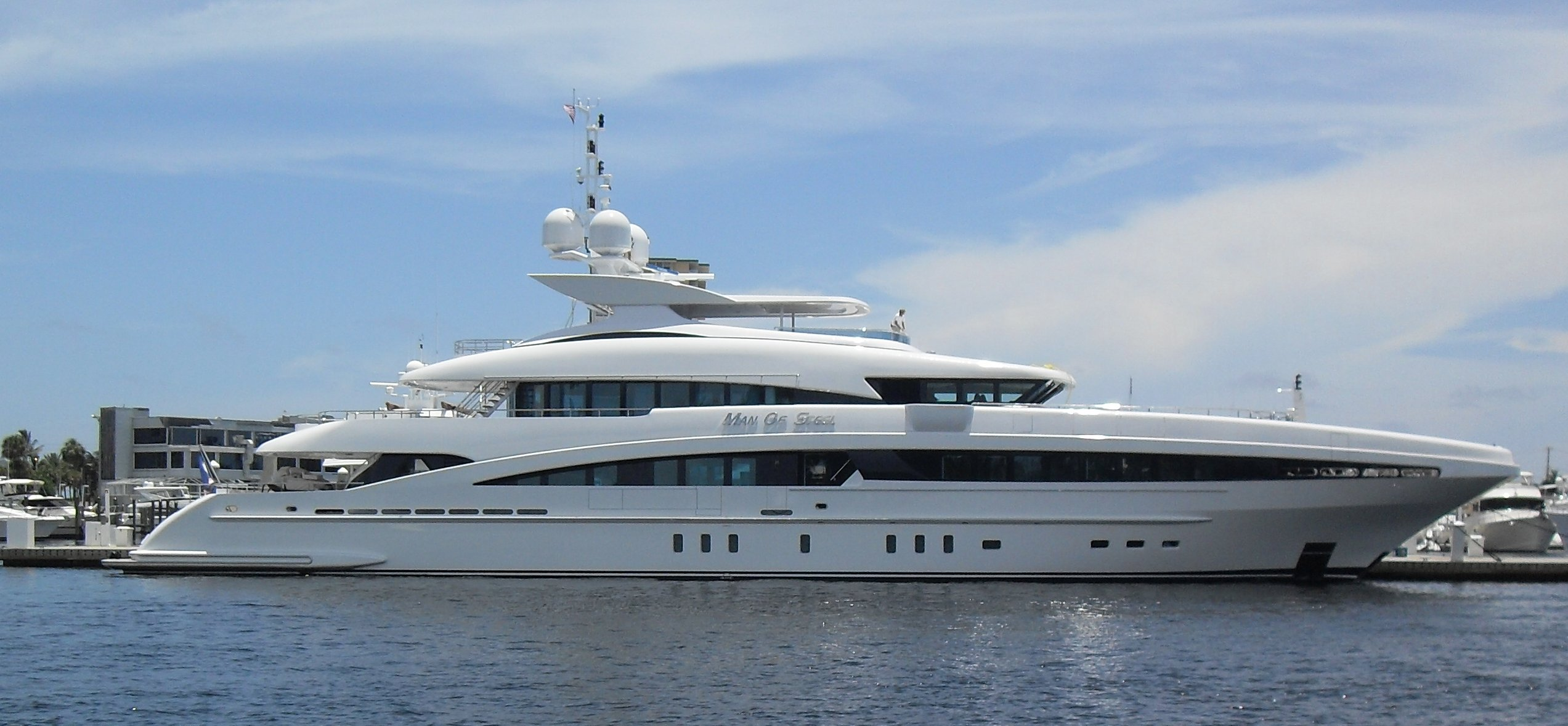
Побудована на верфі Heesen супер'яхта класу люкс Man of Steel у марині Bahia Mar, Форт-Лодердейл (Флорида, США), 2009 рік

Компанія Heesen Yachts згадується в книзі «Плавання м/я AlumerciA» (Voyages of M/Y AlumerciA) Ендрю Роджерса ( Andrew Rogers (journalist) ), виданої в 2011 році. Книга розповідає про плавання, здійснені однойменною яхтою Heesen з 2001 по 2010 рік. У 2013 році зі стапелів верфі Heesen зійшла 65-метрова Galactica Star ( Illusion (yacht) ), побудована за індивідуальним проектом суперяхта швидкісної водотоннажності, здатна розвивати максимальну швидкість в 28,8 вузла  . Вона здобула дев'ять нагород, включаючи нагороду в номінації за найкращу напівводотоннажну яхту у категорії «50 метрів і більше» на престижній премії World Superyacht Awards  . Ще одним човном спорудження Heesen, що також удостоїлася нагороди на World Superyacht Awards в 2011 році, стала суперяхта Satori  . Франс Хеєсен покинув компанію у 2012 році через 35 років після заснування Heesen Yachts.  .
2014 приніс верфі Heesen Yachts її найбільший на сьогоднішній день проект - будівництво 70-метрової алюмінієвої яхти швидкісної водотоннажності  . Робота над проектом, який отримав назву Kometa, здійснюється за співпраці з Еспеном Ойном . Ця суперяхта здатна розвивати швидкість до 30 вузлів. Поставка яхти відбулася у   2016 рік  .
У 2016 компанія побудувала суперяхту Galactica Super Nova для російського мільярдера Алішера Усманова.